# نيدسون
نيدسون هو لاعب كرة قدم برازيلي في مركز الوسط، ولد في 22 يوليو 1989 في لاورو دي فريتاس في البرازيل. لعب مع نادي أفاي ونادي بونتي بريتا.

## وصلات خارجية
- نيدسون على موقع قاعدة بيانات كرة القدم.إي يو (الإنجليزية)
- نيدسون على موقع Soccerway.com (الإنجليزية)